# Mamadou Kiari Liman-Tinguiri

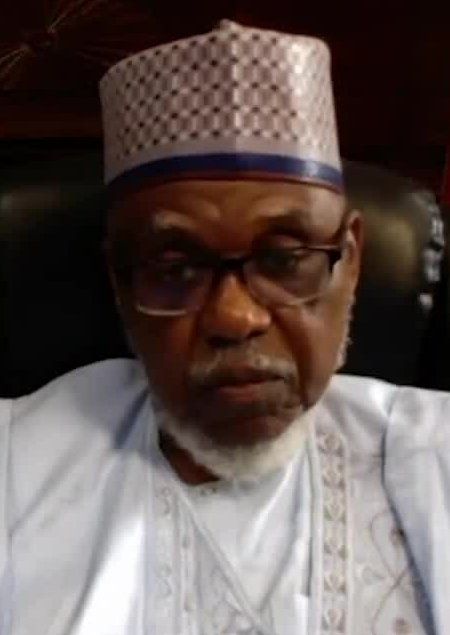
Mamadou Kiari Liman-Tinguiri, 2023

Mamadou Kiari Liman-Tinguiri (* 20. Dezember 1953 in Gouré) ist ein nigrischer Wirtschaftswissenschaftler und Diplomat.

## Leben
Mamadou Kiari Liman-Tinguiri besuchte das Lycée national in Niamey. Er machte 1975 ein Diplom in Betriebswirtschaftslehre an der Universität Lüttich. Von 1977 bis 1978 wirkte er als Professor für Statistik an der Ecole Nationale d’Administration in Niamey. Liman-Tinguiri studierte ab 1979 Wirtschaftswissenschaft an der Universität Nancy II. Dort war er ab 1982 als Forschungsassistent tätig. Er schloss sein Studium 1984 mit einem Doktorat ab.
Er lehrte von 1986 bis 1992 an der Universität Niamey. Ab 1988 war er Direktor des Departements für Wirtschaftswissenschaften und von 1991 bis 1992 Dekan der Fakultät für Rechts- und Wirtschaftswissenschaften. Zudem gehörte er von 1991 bis 1992 dem Sonderkomitee zur Überarbeitung der Verfassung Nigers an.
Liman-Tinguiri arbeitete von 1992 bis 2011 für verschiedene Organe der Vereinten Nationen. So war er von 1992 bis 1999 wirtschaftlicher Berater des UNICEF-Büros für West- und Zentralafrika in Abidjan. Von 1999 bis 2001 wirkte er als leitender Programmbeauftragter des UNICEF-Landesbüro für Südafrika in Pretoria. Danach war er von 2001 bis 2004 Repräsentant der UNICEF für Algerien in Algier. Im Jahr 2002 habilitierte sich Liman-Tinguiri in Entwicklungsökonomie an der Universität Nancy II. Er arbeitete von 2004 bis 2006 als UNICEF-Repräsentant für Syrien in Damaskus. Anschließend kam er als UN-Koordinator und UNDP-Repräsentant zum Einsatz, zunächst von 2006 bis 2009 in Malabo für Äquatorialguinea und schließlich von 2009 bis 2011 in Georgetown für Guyana.
Er leitete danach das private Beratungsunternehmen für Entwicklungsökonomie IEDAS mit Sitz in Ottawa. Er spezialisierte sich auf Gender und soziale Inklusion bei wirtschaftlichem Wachstum, auf Kontextbewertungen fragiler Staaten, auf Armut und Ungleichheit sowie auf politische Ökonomie. Zu seinen Auftraggebern zählten die Afrikanische Entwicklungsbank, die Millennium Challenge Corporation und Oxfam. Von 2016 bis 2018 war er Vorstandsmitglied der Canadian Association of International Development Professionals (CAIDP).
Mamadou Kiari Liman-Tinguiri wurde am 2. Dezember 2021 zum Botschafter Nigers in den Vereinigten Staaten ernannt. Als solcher wurde er am 19. April 2022 akkreditiert. Nach dem Militärputsch am 26. Juli 2023 wurde er am 3. August 2023 von den neuen Machthabern seines Amtes enthoben. Er weigerte sich zunächst dem nachzukommen und verzichtete erst am 28. Oktober 2023 auf sein Amt, nachdem die Vereinigten Staaten die neuen politischen Machtverhältnisse in Niger anerkannt hatten.
Er ist verheiratet und hat drei Kinder.

## Schriften (Auswahl)
- Stabilisation Without Structural Adjustment. The Case of Niger, 1982–9. In: Henning Pieper, Thandika Mkandawire, Rolph Van der Hoeven (Hrsg.): Africa’s Recovery in the 1990s. From Stagnation and Adjustment to Human Development. Palgrave Macmillan, Basingstoke 1992, ISBN 0-333-57316-1, S. 72–92.
- Réformes fiscales, génération de ressources et équité en Afrique subsaharienne durant les années 1980 (= Innocenti Occasional Papers. Nr. 41). Spedale degli Innocenti, Florenz 1994.
- La démocratie dans des états fragiles. Une illusion africaine de développement? L’Harmattan, Paris 2016, ISBN 978-2-343-09107-5.